# Alfred Comyn Lyall
sir Alfred Comyn Lyall, angloindisk ämbetsman och skriftställare, född 4 januari 1835 i Coulston, Surrey, död 11 april 1911, inträdde i Ostindiska kompaniets tjänst 1855, utmärkte sig under sepoyupproret 1857-1858 och innehade sedan flera viktiga poster inom den angloindiska förvaltningen. 
Sålunda blev han 1873 inrikes sekreterare och 1878 sekreterare vid indiska regeringen samt var 1882-1887 viceguvernör i Nordvästprovinserna och 1888-1903 medlem av indiska rådet i London. Bland hans skrifter, som kännetecknas av djup insikt i indisk åskådning och indiska förhållanden, märks Asiatic studies, religions and social (1882), Verses written in India (1889), Warren Hastings (1889), The rise and expansion of the british dominion in India (1893) och Life of the marquis of Dufferin and Ava (2 band, 1905).